# Merrimack Warriors
Merrimack Warriors (español: Guerreros del Colegio Merrimack) es el nombre de los equipos deportivos del Merrimack College, situado en North Andover (Massachusetts). Los equipos de los Warriors participan en las competiciones universitarias organizadas por la NCAA, y desde 2024 forman parte de la Metro Atlantic Athletic Conference.

## Historia
Hasta 2019, los equipos deportivos del Merrimack College competían en la División II de la NCAA, donde sus mayores éxitos fueron tres campeonatos nacionales, el de hockey sobre hielo masculino en 1978, el de softball en 2004 y el de lacrosse masculino en 2018.

## Programa deportivo
Los Warriors compiten en 9 deportes masculinos y en 13 femeninos:
| - Masculino - Baloncesto - Béisbol - Atletismo - Cross - Fútbol - Fútbol americano - Hockey sobre hielo - Lacrosse - Tenis | - Femenino - Cross - Baloncesto - Softball - Voleibol - Atletismo - Tenis - Golf - Hockey sobre hielo - Hockey sobre hierba - Fútbol - Natación - Lacrosse - Remo |

## Instalaciones deportivas

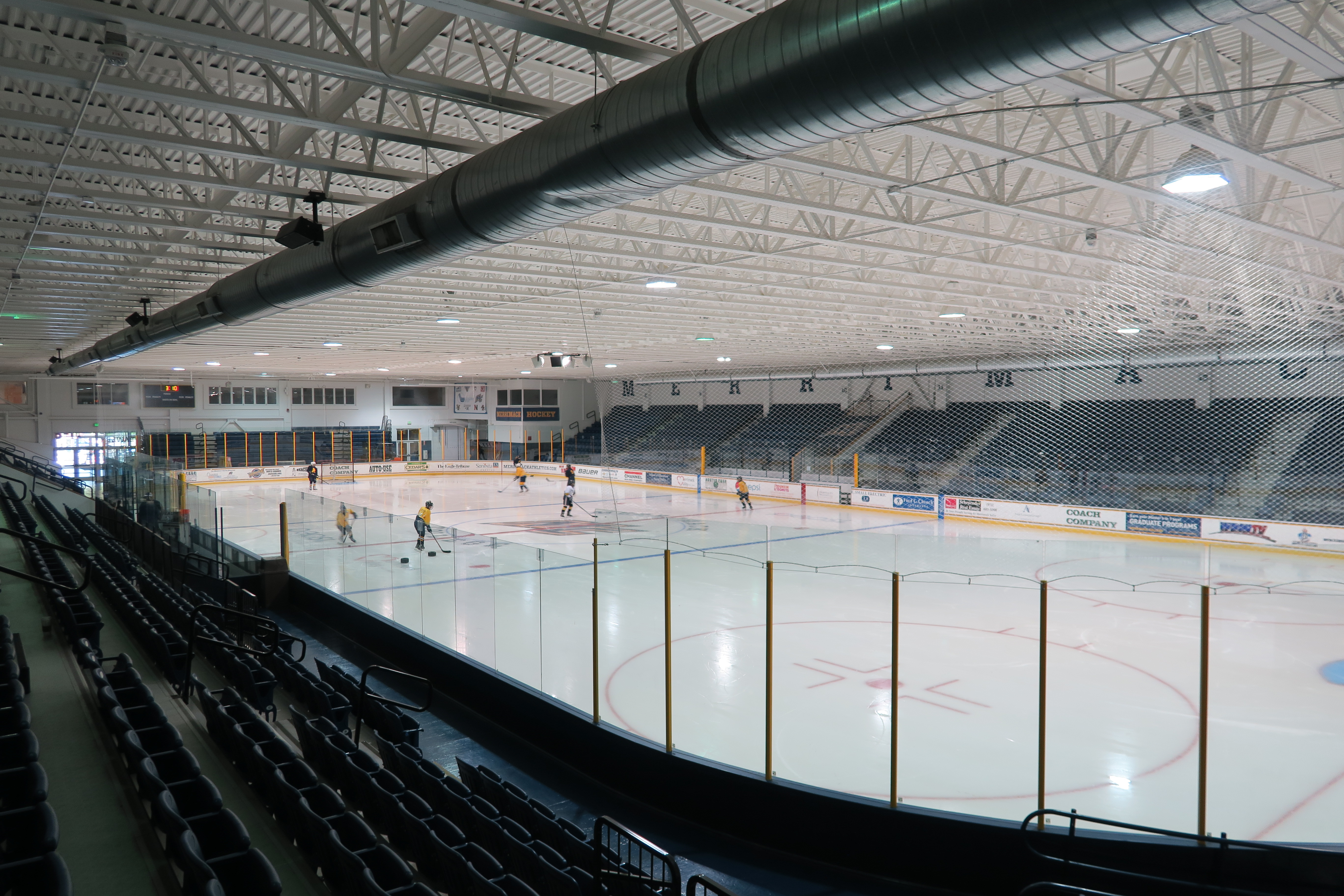
Lawler Rink, en el Merrimack Athletics Complex.

- Merrimack Athletics Complex (MAC) es el pabellón donde disputan sus partidos los equipos de baloncesto, voleibol y hockey sobre hielo. Fue inaugurado en 1972 y tiene una capacidad para 2.549 espectadores en el Lawler Rink, el recinto de hockey y de 1.200 en el Hammel Court, el pabellón de baloncesto.[2]
- Duane Stadium, es el estadio donde disputan sus encuentros el equipo de fútbol americano. Fue inaugurado en octubre de 2017 y tiene una capacidad para 3.500 espectadores.[3]